# هلموت برتلود
هلموت برتلود (انگلیسی: Helmut Berthold; ۱۹ آوریل ۱۹۱۱ – ۱ ژانویهٔ ۲۰۰۰) بازیکن هندبال اهل آلمان بود.